# Principes de géologie

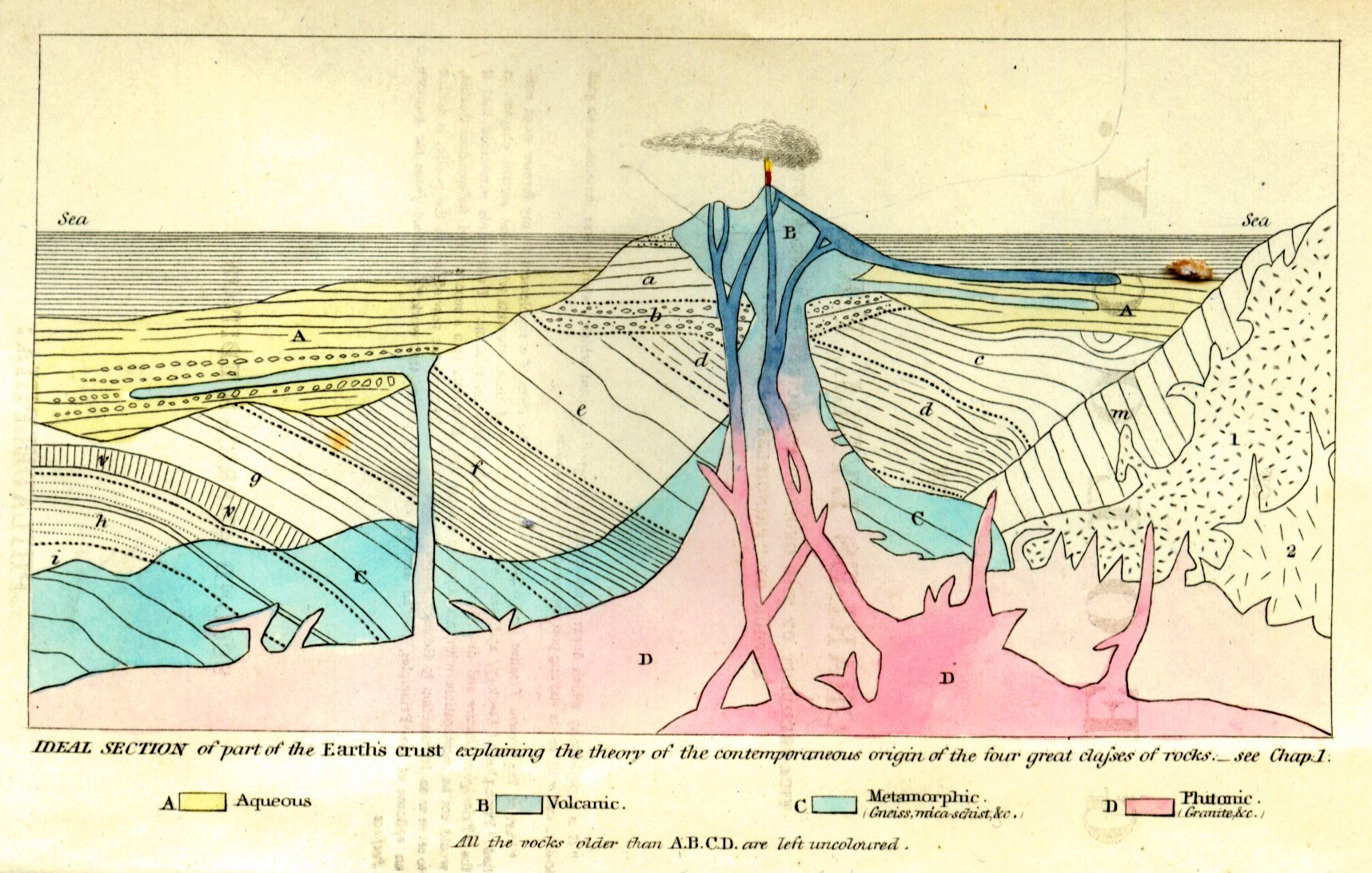
Principes de géologie, Charles Lyell.

Principes de géologie (en anglais : Principles of Geology) est un ouvrage écrit par le géologue écossais Charles Lyell.
Publié en trois volumes entre 1830 et 1833, ce livre établit Lyell comme un important théoricien en géologie et popularise le principe de l'uniformitarisme, d'abord suggéré par James Hutton.
L'argument principal des Principes est que le « présent est la clé du passé » : les vestiges géologiques provenant d'un passé lointain peuvent, et doivent, être expliqués par les processus géologiques actuels et directement observables. Lyell explique également dans ce livre qu'il pense que les changements géologiques résultent de l'accumulation de très petites modifications sur de très longues périodes.
Cet ouvrage a exercé une grande influence sur le jeune Charles Darwin, qui reçut des mains du capitaine de du HMS Beagle, Robert FitzRoy, le premier volume de la première édition lors de son voyage sur le Beagle. Lors de leur premier arrêt sur les côtes de St Jago Darwin trouva des formations rocheuses, qui, observées « au travers des yeux de Lyell », lui donnèrent une vision révolutionnaire de l'histoire géologique de l'île, une vision qu'il appliqua tout le long de son voyage. Alors qu'il était en Amérique du Sud, Darwin reçut le deuxième volume des Principes qui
rejetait fermement l'idée d'une évolution continue, proposant plutôt des « centres de création » pour expliquer la diversité et la répartition géographique des espèces. Si les idées de Darwin concernant l'évolution des espèces divergeaient de celles de Lyell, Darwin était l'un de ses disciples pour tout ce qui touchait à la géologie.